# Ferenc Horváth
Ferenc Horváth (Budapest, 6 maggio 1973) è un allenatore di calcio ed ex calciatore ungherese, di ruolo attaccante, tecnico attualmente svincolato.

## Carriera

### Club
Durante la sua carriera ha vestito la maglia di 13 squadre diverse, giocando in 8 paesi diversi. Ha vinto il titolo belga nel 1999 con la divisa del Genk, segnando 3 gol in 7 partite. Per diversi anni ha militato nel Videoton/Fehervar, vincendo una Coppa d'Ungheria nel 2006. A inizio carriera, per sei stagioni consecutive va in doppia cifra in campionato, arrivando a 14 gol nella stagione 1996-1997, la sua migliore in termini realizzativi. In seguito a queste prestazioni, va a giocare con alterne fortune prima in Belgio, quindi in Germania e a Israele, tornando in patria, all'Ujpest. Dopo una sola stagione, torna a viaggiare per l'Europa, giocando per pochi mesi nella seconda divisione spagnola, nella seconda categoria portoghese (dove vince il campionato) e nella SPL. Nel 2009 conclude la carriera calcistica in Austria, giocando in una squadra di terza divisione nazionale.

### Nazionale
Esordisce in Nazionale il 24 aprile 1996, in un'amichevole persa 2-0 contro l'Austria. Totalizza 32 presenze e 11 gol tra il 1996 e il 2001.

## Palmarès

### Club

#### Competizioni nazionali
- Campionato belga: 1

KRC Genk: 1998-1999
- Coppa del Belgio: 1

KRC Genk: 1999-2000
- Coppa d'Israele: 2

Maccabi Tel Aviv: 2000-2001, 2001-2002
- Segunda Liga: 1

Estoril: 2003-2004
- Coppa d'Ungheria: 1

Fehervar: 2005-2006